# Svenska mästerskapen i fälttävlan 1952

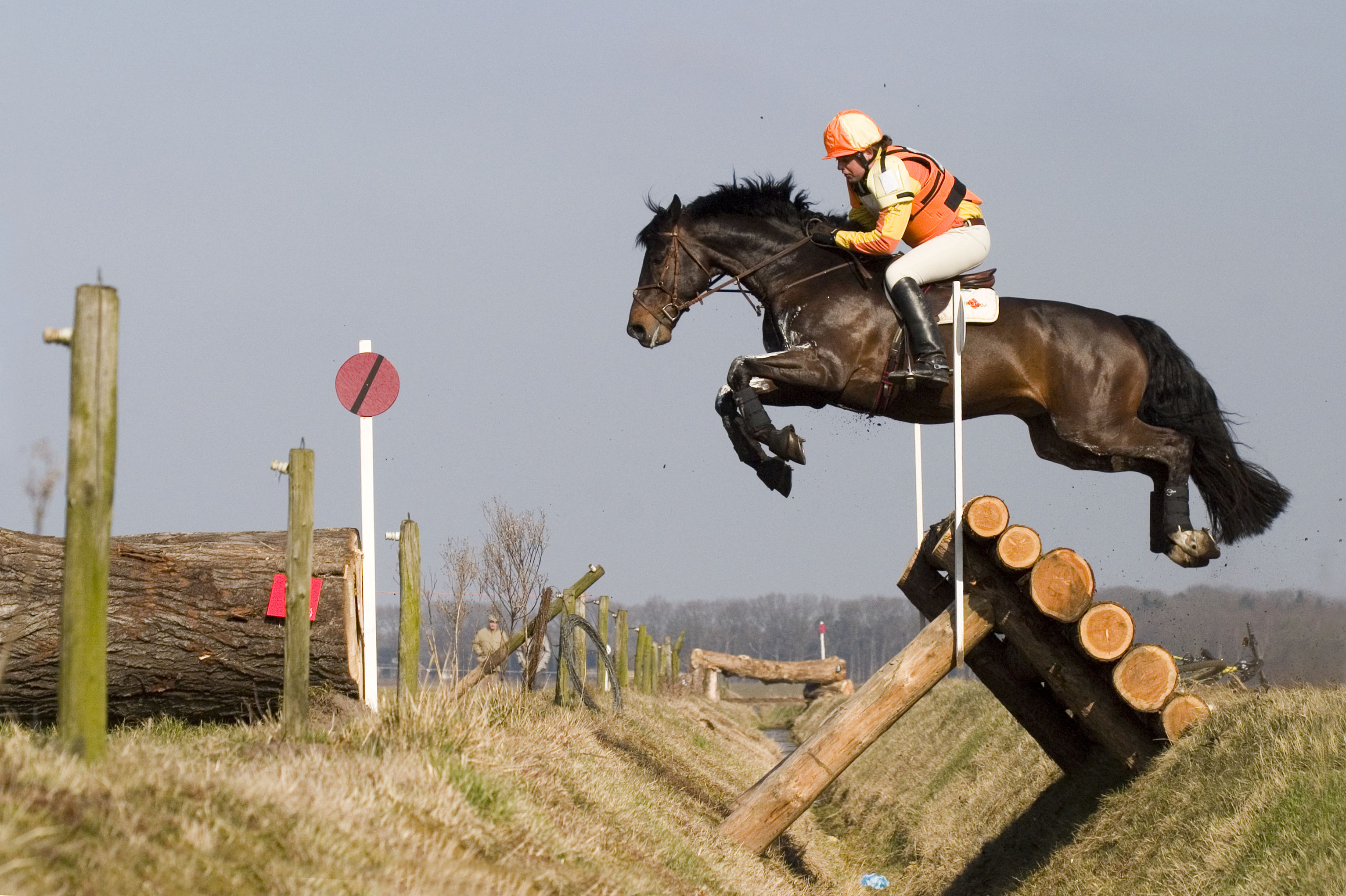
Fälttävlan

Svenska mästerskapen i fälttävlan 1952 avgjordes i Karlstad. Tävlingen var den 2:a upplagan av Svenska mästerskapen i fälttävlan.

## Resultat
| Placering | Ryttare                 | Häst   |
| --------- | ----------------------- | ------ |
| 1         | Hans von Blixen-Finecke | Jubal  |
| 2         | Olle Stahre             | Komet  |
| 3         | Folke Frölén            | Jaloux |